# كيني جنكينز
كيني جنكينز (بالإنجليزية: Kenny Jenkins)‏ هو لاعب كرة قدم بريطاني، ولد في 28 فبراير 1945 في غلاسكو في المملكة المتحدة، وتوفي في 13 نوفمبر 2009 في أستراليا. لعب مع نادي ألبيون روفرز ونادي دمبرتون.